# Spéculation financière
La spéculation financière est une opération, ou une série d'opérations, d'achat et de vente de titres financiers (placements, créances, contrats dérivés) et, par extension, monétaires (devises, taux d'intérêt...), sur un marché organisé (Bourse) ou de gré à gré, dans l'objectif d'en tirer un bénéfice grâce à la variation de leurs cours (tout en prenant le risque de variation inverse). La spéculation soulève cependant de nombreuses critiques : elle permet (au moins en apparence) un enrichissement sans cause; la recherche excessive du profit est proscrite par certaines religions ; et serait foncièrement illégitime du fait de sa déconnexion d'avec « l'économie réelle », voire de sa réalisation faite en l'absence ou au détriment des producteurs et des travailleurs.

## Histoire des méthodes
Depuis le XIXe siècle, certains auteurs ont rationalisé et formalisé la réflexion.

### Louis Bachelier (1870-1946)
Louis Bachelier est considéré comme le fondateur des Mathématiques financières : il est l'auteur de plusieurs ouvrages de référence : Théorie de la spéculation (1900) , Théorie mathématique du Jeu (1901), Le Jeu, la Chance et le Hasard (1914)

### Travaux de Merton, Black et Scholes

#### Le modèle Black-Scholes
Le terme recouvre plusieurs concepts très proches dont le modèle Black-Scholes, qui est un modèle mathématique du marché pour une action, dans lequel le prix de l'action est un processus stochastique.
Robert C. Merton est le premier à publier un article développant l'aspect mathématique d'un modèle d'évaluation d'option en citant les travaux de Fischer Black et de Myron Scholes. Ceux-ci, publiés en 1973, se fondent sur les développements de théoriciens comme Louis Bachelier ou encore Paul Samuelson. Le concept fondamental de Black et Scholes est de mettre en rapport le prix implicite de l'option et les variations de prix de l'actif sous-jacent. Robert Merton et Myron Scholes reçoivent en 1997 le prix de la Banque de Suède en sciences économiques en mémoire d'Alfred Nobel pour leurs travaux. Fischer Black, décédé en 1995 et donc inéligible, est cité comme contributeur.

#### Critiques des hypothèses et du modèle
Le modèle repose sur un certain nombre de conditions : Chacune de ces hypothèses est nécessaire à la démonstration de la formule. Lorsque toutes ces hypothèses sont remplies, on parle alors de « modèle de Black-Scholes », ou on dit qu'on est dans « le cas Black-Scholes ». Si les marchés financiers correspondent assez bien à ce modèle, ils n'y correspondent cependant pas totalement. En particulier, contrairement à l'hypothèse centrale du modèle, le temps n'y est pas continu. Il y a donc un certain écart entre ce modèle et la réalité, qui peut devenir important quand les marchés sont agités avec de fréquentes discontinuités de cours.
Le mathématicien de renom Benoît Mandelbrot remet totalement en question la validité de la théorie de Harry Markowitz et de ses corollaires le MEDAF, développé par William F. Sharpe et la formule de Black-Scholes. Il considère que ces théories, belles en apparence et simples dans leur application, sont totalement déconnectées de la réalité des marchés financiers. Elles ont été maintes fois remises en cause lors, notamment, des différents krachs boursiers qu'elles ont été incapables de prévoir. Elles ont conduit à des politiques de gestion des risques pouvant être qualifiées d'irresponsables de la part des institutions financières.
Le problème fondamental provient du fait que
- ces théories sont fondées sur la distribution normale (loi de Gauss ou « courbe en cloche »), qui sous-estime très fortement les événements « improbables » comme les crises ou les krachs .
- de tels évènements sont finalement beaucoup moins rares que cette loi ne le prévoit.
- les hypothèses sur lesquelles sont fondées ces théories sont très peu réalistes (la rationalité des investisseurs notamment...).

### Nicole El Karoui (1944- )

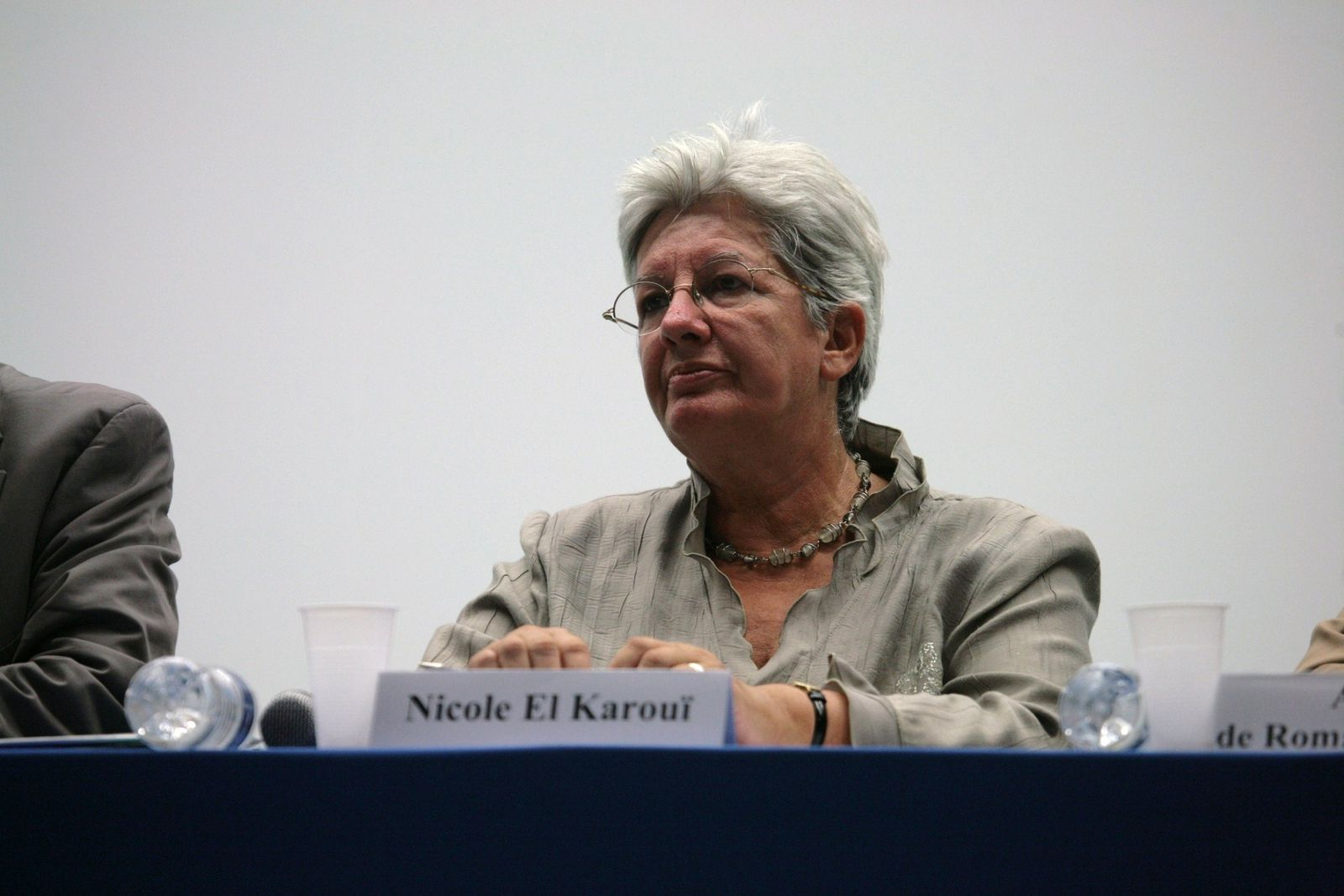
Nicole El Karoui à l'université d'été du MEDEF en 2008

Nicole El Karoui née Schvartz le 29 mai 1944 à Paris, est professeur à l'université Paris VI et anciennement depuis 1997 à l'École polytechnique (dont elle était vice-présidente du département de mathématiques appliquées). Ancienne élève de l'École normale supérieure de jeunes filles (Sèvres), elle a notamment été professeur à l'Université du Maine, puis à l'École normale supérieure de Fontenay-Saint-Cloud.
Elle est considérée comme étant l'un des principaux précurseurs du développement des mathématiques financières depuis la fin des années 1980. Auteur de nombreuses publications, Nicole El Karoui a aussi dirigé un nombre important de thèses et est de plus responsable avec Marc Yor et Gilles Pagès d'une formation de haut niveau en mathématiques financières à l'université Paris VI au sein du master de probabilités et finance — en cohabilitation avec l'École polytechnique —, qui forme environ 60 élèves par an.

### Benoit Mandelbrot (1924-2010)
Benoît Mandelbrot est un mathématicien franco-américain, né à Varsovie le 20 novembre 1924 et mort le 14 octobre 2010 à Cambridge, dans le Massachusetts. Il a travaillé, au début de sa carrière, sur des applications originales de la théorie de l’information, puis développé ensuite une nouvelle classe d’objets mathématiques : les objets fractals, ou fractales.

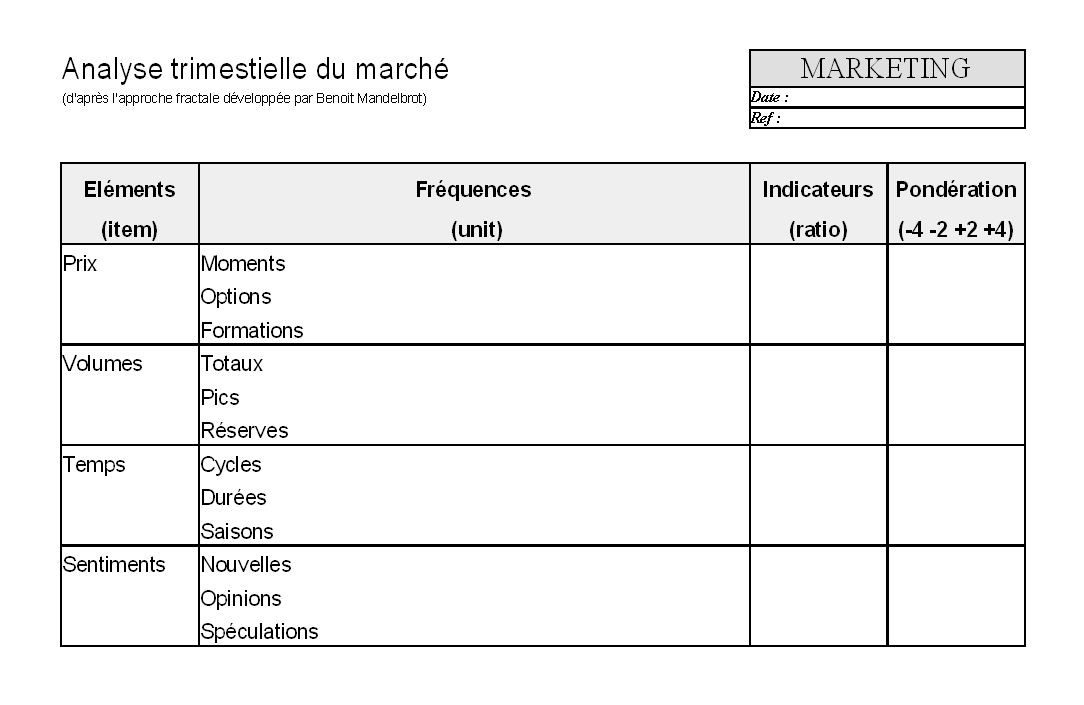
Analyse simplifiée d’un marché.

Benoît Mandelbrot est à l’origine en 1961 d’un modèle d’évolution des cours de la bourse basée sur la géométrie fractale. Cette théorie financière a l’avantage de mieux détecter la survenue des variations extrêmes, ce que ne permet pas l’usage de l’analyse technique basée sur la théorie de Dow. D’abord reconnue pertinente, elle a été ensuite mise de côté pour cause de complexité, avant d’être réutilisée depuis la fin des années 1990, riches en turbulences financières.
En 1997, Mandelbrot propose un nouveau modèle plus précis en supprimant les sauts de Lévy par des processus où la discontinuité s’atténue à long terme et intègre l’effet de mémoire des fluctuations boursières. Il introduit un temps « multifractal » pour décrire les alternances de périodes calmes et agitées observées sur les marchés financiers : l’amplitude des variations peut rester indépendante d’un jour à l’autre tout en étant corrélée sur de très longues périodes de temps 
En 2004, il a publié Une approche fractale des marchés dans lequel il dénonce les outils mathématiques de la finance parce qu’il les juge inadaptés . Cette même année, il demande, sans succès, que les banques et les grandes institutions financières consacrent une petite partie de leur budget à la recherche fondamentale.
Benoît Mandelbrot est en particulier très critique sur la théorie de Merton, Black et Scholes utilisée par les banques, parce que, selon lui, elle ne prend pas en compte les changements de prix instantanés et des informations essentielles , faussant ainsi les moyennes.

## Spéculation ou placement?
Par rapport au placement géré en bon père de famille, la spéculation serait la stratégie qui espère des profils plus importants en pariant sur un indice boursier ou financier. Selon l'avocat d'affaires Alain Gauvin les pouvoirs publics fustigent la spéculation sans réellement la décourager car craignant « que les produits dérivés soient requalifiés en paris, ce qui serait la mort des marchés à terme (...) il suffit de surfer sur le Net pour se rendre compte que des sites financiers proposent au public de parier sur des indices boursiers et autres actifs financiers. Et l'on ne peut s'empêcher de rapprocher cette loi pousse-au-crime aux cris d'orfraie des politiques face à la spéculation financière ».
Il est parfois considéré, mais la frontière est arbitraire, que la spéculation financière se distinguerait aussi du simple placement par le fait que les opérations spéculatives sont celles qui sont à la fois fréquentes et de durées courtes (de ce fait quasiment professionnelles et assimilables au trading).
Une autre distinction, tout aussi arbitraire, considère que la spéculation concerne les opérations visant des évolutions de prix tandis que le placement viserait ses revenus périodiques.

## Fonctionnement
Les opérations portent sur les actifs eux-mêmes, ou sur des contrats dérivés (par exemple des options financières).

## Rôle économique
Des différences existent quant à l'analyse du rôle économique de la spéculation en général, et de la spéculation financière en particulier, laquelle est soumise à certaines règles précises par les autorités de marché.

## Bulles spéculatives récentes
Une bulle spéculative est un phénomène qui se développe à partir de fondamentaux économiques réels,
mais qui sont détournés à des vues spéculatives. D'après l'économiste Patrick Artus l'apparition de plus en plus fréquente de bulles spéculatives est due à la croissance de la masse monétaire mondiale,. Ces dernières années, les plus notables ont été:
- En mars 2000, éclatement de la Bulle internet qui a affecté les « valeurs technologiques » (Nasdaq, Nouveau marché), liées à l'informatique et aux télécommunications.
- Aux États-Unis à partir de juillet 2007, la Crise des subprimes a touché au départ le secteur des prêts hypothécaires et s'est étendu au marché immobilier, pour ensuite provoquer la Crise bancaire et financière de l'automne 2008.
- En 2008 les denrées alimentaires[13] ont connu une hausse des prix déconnectée des fondamentaux économiques (pénurie, restructuration du marché..), qui est un des éléments déclencheurs du printemps arabe.
- À partir de mai 2009, début de la Spéculation sur les dettes souveraines européennes, avec la Grèce, puis les PIIGS, contribuant à des augmentations importantes des taux de financement des obligations.
- À partir de 2017, les cryptomonnaies, et en particulier le bitcoin, entrent dans une bulle éponyme[14].
- En 2021, la bulle des SPAC atteint son paroxysme aux États-Unis[15].

## Motivations
La spéculation financière peut être motivée tant par des anticipations rationnelles que par des phénomènes psychologiques ressortant de la finance comportementale.